# Ilse Bally
Ilse Bally (* 3. Februar 1914, in Basel; † 13. Dezember 2007 in Darmstadt) war eine Schweizer Schauspielerin, Synchron- und Hörspielsprecherin. Sie wurde als Ehrenmitglied des Deutschen Schauspielhauses in Hamburg ausgezeichnet, an dem sie ab 1942 insgesamt 58 Jahre Mitglied des Ensembles war.

## Leben
Bally wurde als Tochter von Rudolf Franz Ulrich und Frieda Bally in eine wohlhabende Fabrikantenfamilie (Bally Schuhe) hineingeboren. 1942 wurde sie am Deutschen Schauspielhaus engagiert und spielte unter anderem neben Erich Schellow, Gustav Knuth und Hans Mahnke. 1955 wurde Gustaf Gründgens Generalintendant, unter ihm spielte Bally klassisches Bühnenrepertoire; darunter Stücke wie Der Raub der Sabinerinnen von Franz und Paul von Schönthan, Des Teufels General von Carl Zuckmayer und Die Weber von Gerhart Hauptmann.
In den 1950er Jahren drehte sie einige Spielfilme, unter anderem Die Lüge mit Will Quadflieg, Es geschehen noch Wunder mit Hildegard Knef und Männer im gefährlichen Alter mit Liselotte Pulver. Daneben war sie auch als Synchronsprecherin für britische Spielfilme tätig. In den 1960er Jahren spielte Bally nur noch vereinzelte Gastrollen in Fernsehserien, danach konzentrierte sie sich völlig auf des Theaterspiel. Erst 1994 nahm sie noch einmal eine wiederkehrende Rolle in der RTL-Fernsehserie Sonntag & Partner mit Christian Quadflieg an, die Serie wurde jedoch schnell wieder eingestellt.
2000 ging Bally nach 58 Jahren am selben Theater in den Ruhestand.

## Filmografie (Auswahl)
- 1950: Die Lüge
- 1951: Es geschehen noch Wunder
- 1953: Hochzeit auf Reisen
- 1953: Vergiß die Liebe nicht
- 1954: Männer im gefährlichen Alter
- 1957: Es wird alles wieder gut
- 1961: Ein schöner Tag (TV)
- 1964: Stahlnetz: Rehe (TV-Serie)
- 1965: Gestatten, mein Name is Cox (TV-Serie) Episode: Das Ausstellungsstück
- 1966: Intercontinental Express – Die Puppe mit dem Porzellankopf (Fernsehserie)
- 1967: Großer Mann was nun? (TV-Serie)
- 1975: Motiv Liebe – Episode: Goldener Käfig (TV-Serie)
- 1994: Sonntag & Partner (TV)
- 1995: Stubbe – Von Fall zu Fall: Stubbes Hunderttausend
- 1996: Stubbe – Von Fall zu Fall: Stubbe und der Pferdestecher

## Hörspiele (Auswahl)
- 1946: Carl Zuckmayer: Der fröhliche Weinberg (Fräulein Stenz) – Regie: Kurt Reiss
- 1948: Elmer Rice: Die Rechenmaschine (Stuhl) – Bearbeitung und Regie: Kurt Reiss
- 1948: Dieter Rohkohl, Kurt Reiss: Eh’ noch reif die Ähren. Ein Spiel mit Musik (Lulu) – Regie: Kurt Reiss
- 1949: Hans Egon Gerlach: Goethe erzählt sein Leben (23. Teil: Römischer Nachklang) – Regie: Mathias Wieman
- 1952: Thornton Wilder: Die Frau von der Insel Andros (Chrysis) – Regie: Friedrich Carl Kobbe
- 1952: Christian Bock: Hinter sieben Fenstern brennt noch Licht (Frau Bohl) – Regie: Fritz Schröder-Jahn
- 1953: Jean Sarment: Wir waren drei. Ein Stück aus der Normandie (Denise) – Bearbeitung und Regie: Friedrich Carl Kobbe
- 1953: Gerhart Herrmann Mostar: Das Gericht zieht sich zur Beratung zurück (Folge: Kindesentführung) (Frau Zapp) – Regie: Gerd Fricke
- 1954: Frank Wedekind: Der Kammersänger. Drei Szenen (Helene) – Regie: Friedrich Carl Kobbe
- 1954: Dylan Thomas: Unter dem Milchwald (Mrs. Dai Brot I) – Regie: Fritz Schröder-Jahn
- 1955: Friedrich Schiller: Don Carlos (Prinzessin von Eboli) – Regie: Gustav Burmester
- 1955: Willy Kleemann: Das Gericht zieht sich zur Beratung zurück (Folge: Die tödliche Spritze) (Frau Brockmeier) – Regie: Gerd Fricke
- vor 1956: Kurt Reiss: Hörspiele der Zeit (1): Das Ei der Columba (Schrill-Wach) – Regie: Kurt Reiss
- 1956: Hellmut Kleffel: Streik in Ferrara (Mariella) – Regie: Ludwig Cremer
- 1957: Walter Niebuhr: Die Jagd nach dem Täter (Folge: Der erste Kunde) Kriminalhörspiel nach einer wahren Begebenheit (Fräulein Westbro) – Regie: S. O. Wagner
- 1959: Corinne Pulver: Tennis – Regie: Gert Westphal
- 1961: Heinz Piontek: Weißer Panther. Ein dramatisches Gedicht für den Funk (Eine Schwester) – Regie: Ludwig Cremer
- 1962: Ephraim Kishon: Das internationale Hörspiel: Der Blaumilchkanal (Sekretärin) – Regie: Horst Loebe
- 1992: Ingomar von Kieseritzky: Jour Fix (Katja) – Regie: Gerhard Willert